# Чернов, Роман Викторович
Рома́н Ви́кторович Черно́в (род. 31 марта 1979, Новосибирск, РСФСР, СССР) — российский хоккеист. Нападающий сборной России по сурдохоккею. Чемпион зимних Сурдлимпийских игр (2015), чемпион мира (2013), заслуженный мастер спорта России. Победитель и призёр чемпионатов России по хоккею с шайбой (спорт глухих).
Член сурдлимпийской сборной команды России с 1998 года. Тренируется в МАУ «НЦВСМ» (Новосибирск).

## Награды и спортивные звания
- Почётная грамота Президента Российской Федерации (8 апреля 2015 года) — за выдающийся вклад в повышение авторитета Российской Федерации и российского спорта на международном уровне и высокие спортивные достижения на XVIII Сурдлимпийских зимних играх 2015 года[2].
- Заслуженный мастер спорта России (2007).